# Lechstaustufe Rain
Die Lechstaustufe Rain ist eine Staustufe des Lechs zwischen Augsburg und Marxheim und liegt am Flusskilometer 6,1 auf dem Gebiet der Stadt Rain im Landkreis Donau-Ries.
Betreiber des Laufwasserkraftwerkes ist die Lechwerke AG, die erzeugte Leistung beträgt 10,9 MW bei einer Fallhöhe von 8,1 m.
Das Kraftwerk ist seit 1955 in Betrieb und wird in der Kraftwerksliste der Bundesnetzagentur als BNA1235 geführt.
Der Ausbaudurchfluss des Kraftwerkes beträgt 180 m³/s, das Regelarbeitsvermögen 57.000 MWh pro Jahr.
Siehe auch: Liste von Wasserkraftwerken in Deutschland